# 余計者

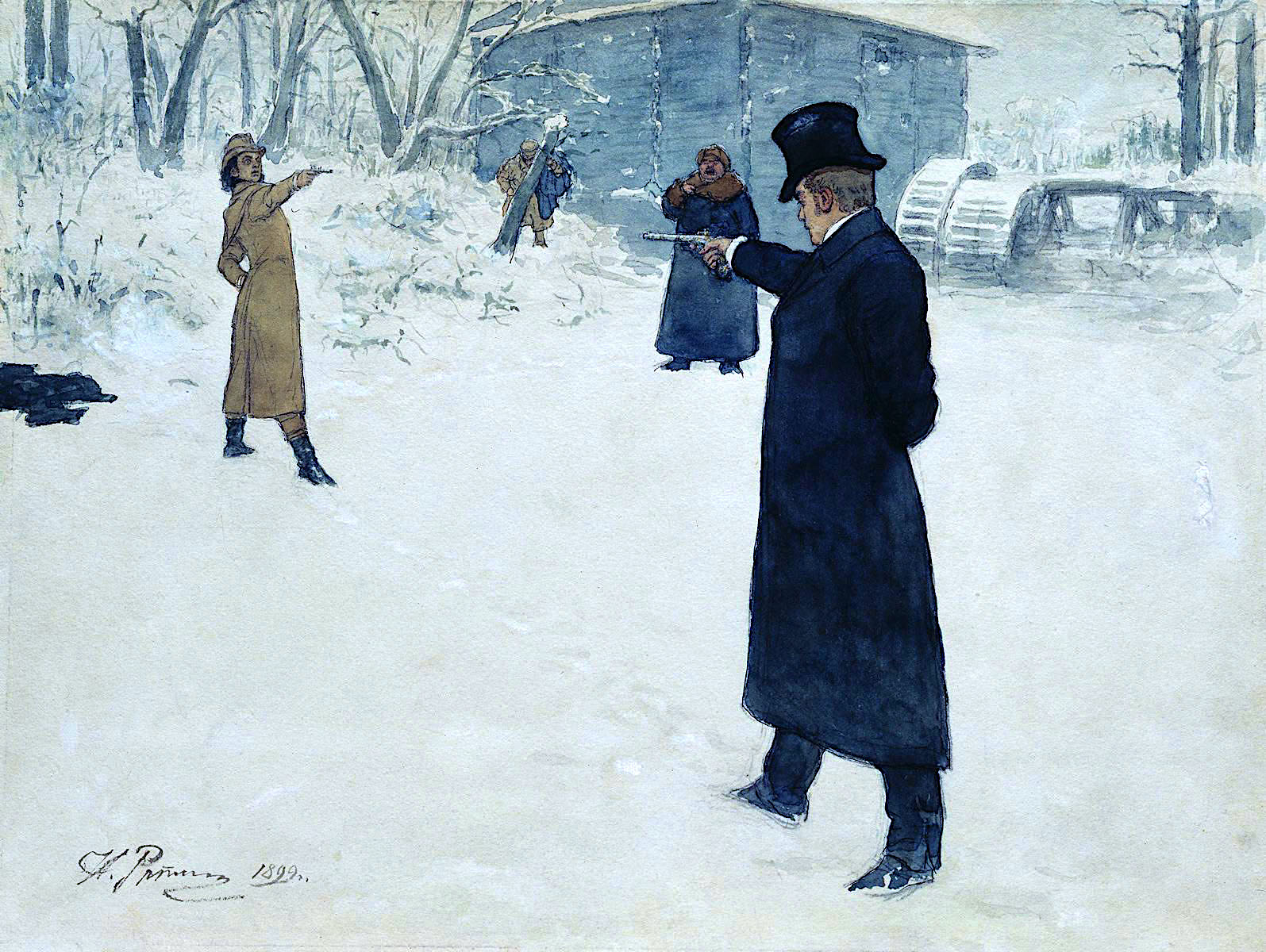
友人と決闘するオネーギン。レーピン作。

余計者（よけいもの）とは、19世紀ロシア文学にしばしば主人公として登場する人物像のことである。ロシア語ではЛишний человек。英語ではSuperfluous Manと訳される。

## 概要
皇帝アレクサンドル1世（在位1801-1825年）の時代には、西欧の自由主義思想が貴族階級を中心に広まり、専制政治や農奴制の改革を求める風潮が強まっていった。しかし、1825年に政府打倒を目指したデカブリストの乱が失敗に終わると、新帝ニコライ1世（在位1825-1855年）の苛酷な弾圧が始まる。その結果、有為の青年たちが活動の場を奪われ、その能力をもてあまし、鬱屈しながら生きていくようになったのである。
貴族階級の青年知識人で、進歩的な思想を身につけ、優れた資質をもちながら、それを社会のために生かせず、決闘や恋愛遊戯などの馬鹿げたことに精力を浪費したり、無気力になって屋敷にこもったりするものが現れた。
1850年のツルゲーネフの小説『余計者の日記』（ロシア語原題Дневник лишнего человека）によって、この種の人物を「余計者」と呼ぶようになった。この作品は日記形式の一人称小説だが、その3月２２日の日記で自分の事を初めてЛишний человекという名称で呼び、続く２３日の日記でなぜ自分をそう思うのか語っている。ツルゲーネフは同作品でЛишний человекのほかにсверхштатный человекと言う同じ意味の言葉も使っている。

## 影響
余計者が数多く描かれたのは、当時の社会情勢を反映している。余計者の系譜に連なるのは、グリボエードフ『智恵の悲しみ』（1823年）のチャーツキー、プーシキン『エヴゲーニイ・オネーギン』（1823-1830年）のオネーギン、レールモントフ『現代の英雄』（1839-1840年）のペチョーリン、ゲルツェン『誰の罪』（1841-1846年）のベリトフ、ツルゲーネフ『ルージン』（1856年）のルージン、同じく『貴族の巣』（1859年）のラヴレーツキー、同じく『父と子』（1862年）のバザーロフ、ゴンチャロフ『オブローモフ』（1859年）のオブローモフなどである。